# Porricondyla petiolata
Porricondyla petiolata är en tvåvingeart som beskrevs av Boris Mamaev 1986. Porricondyla petiolata ingår i släktet Porricondyla och familjen gallmyggor.
Artens utbredningsområde är Turkmenistan. Inga underarter finns listade i Catalogue of Life.